# Isidoor Lambrecht
Isidoor Lambrecht (Meulebeke, 11 april 1896 - Assebroek-Brugge, 4 februari 1979) was abt van de benedictijnenabdij van Steenbrugge.

## Levensloop
Hij was een zoon van de bakker August Lambrecht en van Leonie Van Coillie. Na de Grieks-Latijnse humaniora aan het Sint-Jozefscollege in Tielt, trad Jeroom Lambrecht in 1919 in bij de benedictijnen van de Sint-Pietersabdij in Steenbrugge. In 1927 werd hij tot priester gewijd.
Hij volgde in 1947 Dom Modest Van Assche op als abt van de Sint-Pietersabdij en vervulde dit ambt tot aan zijn ontslag in 1967 en zijn opvolging door Dom Eligius Dekkers.
Lambrecht zette zich in om de goede naam van zijn voorganger, besmeurd door beschuldigingen van collaboratie met de nazivijand, in eer te herstellen. Hij bekommerde zich om de uitbreiding en renovatie van de abdijgebouwen. Hij richtte een parochie in Steenbrugge op, met de abdijkerk als parochiekerk. Hij moedigde sterk zijn medebroeders aan die het Corpus Christianorum, de studie en publicatie van de kerkvaders, nastreefden.

## Publicatie
- Dom Modest Van Assche, Brugge, 1948.